# Nikołaj Nagibin
Nikołaj Anisimowicz Nagibin (ros. Николай Анисимович Нагибин, ur. 1924 we wsi Tieriechta w rejonie ust-koksińskim w Republice Ałtaju, zm. 25 stycznia 1945 nad Odrą w okolicach Opola) – radziecki żołnierz, czerwonoarmista, uhonorowany pośmiertnie tytułem Bohatera Związku Radzieckiego (1945).

## Życiorys
Urodził się w rodzinie chłopskiej. Skończył 5 klas, później pracował w kołchozie, w 1941 został powołany do Armii Czerwonej, od lutego 1942 uczestniczył w wojnie z Niemcami. Walczył na Froncie Południowo-Zachodnim, Woroneskim, Stepowym, 2 i 1 Ukraińskim. 30 marca 1944 został odznaczony Medalem „Za odwagę”. 23 stycznia 1945 brał udział w forsowaniu Odry na północ od Opola; ogniem z broni maszynowej stłumił wówczas dwa niemieckie karabiny maszynowe; gdy jego broń przestała działać, zabił granatami dwóch niemieckich strzelców karabinów maszynowych. Po przejściu ich broni miał za jej pomocą zabić 45 żołnierzy wroga. Pomógł w ten sposób w sforsowaniu Odry przez Armię Czerwoną. Dwa dni później zginął w walce o przyczółek nad Odrą. Został pochowany w Opolu. Pośmiertnie, 27 czerwca 1945 otrzymał Złotą Gwiazdę Bohatera Związku Radzieckiego i Order Lenina.